# La Mort au fond du jardin
La Mort au fond du jardin (The Silent Pool) est un roman policier publié en 1954 par l'écrivaine britannique Patricia Wentworth. Il est paru en France aux éditions 10/18 le 5 avril 2001 dans la collection Grands détectives.
Il a été traduit de l'anglais par Bernard Cucchi.

## Résumé
Adriana Ford est en danger. Plusieurs tentatives d'assassinat vont la pousser à prendre contact avec Miss Silver, qui comprend très vite que le coupable est un proche d'Adriana. Mais la mort frappe avant qu'elle ne découvre son identité.